# برايان س. أندرسون
برايان س. أندرسون (بالإنجليزية: Brian C. Anderson)‏ هو كاتب أمريكي، ولد في 3 أغسطس 1961 في الولايات المتحدة.